# Canoa/kayak ai Giochi della XX Olimpiade - K4 1000 metri maschile
La competizione del K4 1000 metri maschile di Canoa/kayak ai Giochi della XX Olimpiade si è disputata nei giorni dal 5 al 9 settembre 1972 presso il Regattastrecke Oberschleißheim di Oberschleißheim.

## Programma
| Data             | Round        | Nota                                            |
| ---------------- | ------------ | ----------------------------------------------- |
| 5 settembre 1972 | 3 Batterie   | I primi 3 in semifinale. I restanti ai recuperi |
| 7 settembre 1972 | 2 Recuperi   | I primi 3 in semifinale                         |
| 8 settembre 1972 | 3 Semifinali | I primi 3 in finale                             |
| 9 settembre 1972 | Finale       |                                                 |

## Risultati

### Batterie
| Pos. | Nazione        | Atleti                                                          | 500 m   | Finale  | Nota |
| ---- | -------------- | --------------------------------------------------------------- | ------- | ------- | ---- |
| 1    | Romania        | Aurel Vernescu, Mihai Zafiu Roman Vartolomeu, Atanasie Sciotnic | 1'34"74 | 3'16"15 | Q    |
| 2    | Germania Ovest | Rudolf Blaß, Eberhard Fischer Rainer Hennes, Erich Pasch        | 1'37"37 | 3'18"42 | Q    |
| 3    | Svezia         | Lars Andersson, Gunnar Utterberg Per Larsson, Hans Nilsson      | 1'36"75 | 3'19"69 | Q    |
| 4    | Italia         | Alberto Ughi, Pierangelo Congiu Mario Pedretti, Oreste Perri    | 1'37"88 | 3'19"77 |      |
| 5    | Gran Bretagna  | Robin Avery, Doug Parnham Peter Lawler, John Oliver             | 1'40"32 | 3'26"85 |      |
| 6    | Ungheria       | István Szabó, Péter Várhelyi Zoltán Bakó, Csongor Vargha        | 1'37"92 | 3'29"65 |      |
| 7    | Stati Uniti    | John van Dyke, Jerry Welbourn Philip Rogosheske, Stephen Kelly  | 1'42"97 | 3'32"94 |      |

| Pos. | Nazione          | Atleti                                                              | 500 m   | Finale  | Nota |
| ---- | ---------------- | ------------------------------------------------------------------- | ------- | ------- | ---- |
| 1    | Unione Sovietica | Yuriy Filatov, Yuriy Stetsenko Volodymyr Morozov, Valery Didenko    | 1'36"97 | 3'18"35 | Q    |
| 2    | Germania Est     | Volkmar Thiede, Eduard Augustin Herbert Laabs, Joachim Mattern      | 1'37"12 | 3'18"85 | Q    |
| 3    | Jugoslavia       | Zlatomir Šuvački, Ivan Ohmut Miloš Kralj, Dušan Filipović           | 1'41"06 | 3'22"98 | Q    |
| 4    | Belgio           | Jos Broeckx, Roger t'Joncke Jean-Marie D'Haese, Paul Stinckens      | 1'41"00 | 3'23"31 |      |
| 5    | Australia        | Dennis Green, Dennis Heussner Rodney Fox, Gordon Jeffery            | 1'38"83 | 3'24"63 |      |
| 6    | Canada           | Denis Barré, Jean Barré Dean Oldershaw, Jim Reardon                 | 1'40"56 | 3'29"75 |      |
| 7    | Messico          | Hermelindo Soto, Gilberto Soriano Horacio Flores, Alejandro Amezcua | 1'46"15 | 3'34"38 |      |

| Pos. | Nazione        | Atleti                                                                       | 500 m   | Finale  | Nota |
| ---- | -------------- | ---------------------------------------------------------------------------- | ------- | ------- | ---- |
| 1    | Norvegia       | Egil Søby, Steinar Amundsen Tore Berger, Jan Johansen                        | 1'36"96 | 3'19"12 | Q    |
| 2    | Polonia        | Zbigniew Niewiadomski, Jerzy Dziadkowiec Zdzisław Tomyślak, Andrzej Matysiak | 1'37"71 | 3'24"59 | Q    |
| 3    | Finlandia      | Kari Markkanen, Heikki Mäkelä Ilkka Nummisto, Jorma Lehtosalo                | 1'38"66 | 3'26"90 | Q    |
| 4    | Cecoslovacchia | Ladislav Souček, Zdeněk Bohutínský Ľubomír Kadnár, Pavel Kvasil              | 1'40"47 | 3'27"62 |      |
| 5    | Austria        | Gerhard Seibold, Kurt Heubusch Heinz Rodinger, Alfred Zechmeister            | 1'42"50 | 3'27"77 |      |
| 6    | Spagna         | Herminio Menéndez, Álvaro López Javier Sanz, José María Esteban              | 1'39"59 | 3'34"19 |      |

### Recuperi
| Pos. | Nazione   | Atleti                                                              | 500 m   | Finale  | Nota |
| ---- | --------- | ------------------------------------------------------------------- | ------- | ------- | ---- |
| 1    | Ungheria  | István Szabó, Péter Várhelyi Zoltán Bakó, Csongor Vargha            | 1'34"99 | 3'14"35 | Q    |
| 2    | Italia    | Alberto Ughi, Pierangelo Congiu Mario Pedretti, Oreste Perri        | 1'35"87 | 3'15"68 | Q    |
| 3    | Australia | Dennis Green, Dennis Heussner Rodney Fox, Gordon Jeffery            | 1'37"21 | 3'16"24 | Q    |
| 4    | Spagna    | Herminio Menéndez, Álvaro López Javier Sanz, José María Esteban     | 1'37"39 | 3'18"80 |      |
| 5    | Austria   | Gerhard Seibold, Kurt Heubusch Heinz Rodinger, Alfred Zechmeister   | 1'38"46 | 3'21"97 |      |
| 6    | Messico   | Hermelindo Soto, Gilberto Soriano Horacio Flores, Alejandro Amezcua | 1'42"62 | 3'31"65 |      |

| Pos. | Nazione        | Atleti                                                          | 500 m   | Finale  | Nota |
| ---- | -------------- | --------------------------------------------------------------- | ------- | ------- | ---- |
| 1    | Cecoslovacchia | Ladislav Souček, Zdeněk Bohutínský Ľubomír Kadnár, Pavel Kvasil | 1'35"61 | 3'17"39 | Q    |
| 2    | Belgio         | Jos Broeckx, Roger t'Joncke Jean-Marie D'Haese, Paul Stinckens  | 1'37"42 | 3'18"63 | Q    |
| 3    | Canada         | Denis Barré, Jean Barré Dean Oldershaw, Jim Reardon             | 1'35"78 | 3'19"77 | Q    |
| 4    | Stati Uniti    | John van Dyke, Jerry Welbourn Philip Rogosheske, Stephen Kelly  | 1'38"17 | 3'22"89 |      |
| 5    | Gran Bretagna  | Robin Avery, Doug Parnham Peter Lawler, John Oliver             | 1'38"59 | 3'26"20 |      |

### Semifinali
| Pos. | Nazione      | Atleti                                                          | 500 m   | Finale  | Nota |
| ---- | ------------ | --------------------------------------------------------------- | ------- | ------- | ---- |
| 1    | Romania      | Aurel Vernescu, Mihai Zafiu Roman Vartolomeu, Atanasie Sciotnic | 1'31"33 | 3'09"98 | Q    |
| 2    | Finlandia    | Kari Markkanen, Heikki Mäkelä Ilkka Nummisto, Jorma Lehtosalo   | 1'34"22 | 3'11"15 | Q    |
| 3    | Ungheria     | István Szabó, Péter Várhelyi Zoltán Bakó, Csongor Vargha        | 1'33"12 | 3'11"24 | Q    |
| 4    | Germania Est | Volkmar Thiede, Eduard Augustin Herbert Laabs, Joachim Mattern  | 1'32"95 | 3'11"65 |      |
| 5    | Canada       | Denis Barré, Jean Barré Dean Oldershaw, Jim Reardon             | 1'36"54 | 3'20"53 |      |

| Pos. | Nazione          | Atleti                                                                       | 500 m   | Finale  | Nota |
| ---- | ---------------- | ---------------------------------------------------------------------------- | ------- | ------- | ---- |
| 1    | Unione Sovietica | Yuriy Filatov, Yuriy Stetsenko Volodymyr Morozov, Valery Didenko             | 1'31"83 | 3'09"68 | Q    |
| 2    | Svezia           | Lars Andersson, Gunnar Utterberg Per Larsson, Hans Nilsson                   | 1'32"27 | 3'10"65 | Q    |
| 3    | Cecoslovacchia   | Ladislav Souček, Zdeněk Bohutínský Ľubomír Kadnár, Pavel Kvasil              | 1'34"61 | 3'11"57 | Q    |
| 4    | Polonia          | Zbigniew Niewiadomski, Jerzy Dziadkowiec Zdzisław Tomyślak, Andrzej Matysiak | 1'32"35 | 3'12"46 |      |
| 5    | Australia        | Dennis Green, Dennis Heussner Rodney Fox, Gordon Jeffery                     | 1'34"76 | 3'13"76 |      |

| Pos. | Nazione        | Atleti                                                         | 500 m   | Finale  | Nota |
| ---- | -------------- | -------------------------------------------------------------- | ------- | ------- | ---- |
| 1    | Norvegia       | Egil Søby, Steinar Amundsen Tore Berger, Jan Johansen          | 1'30"82 | 3'08"71 | Q    |
| 2    | Germania Ovest | Rudolf Blaß, Eberhard Fischer Rainer Hennes, Erich Pasch       | 1'31"70 | 3'09"71 | Q    |
| 3    | Italia         | Alberto Ughi, Pierangelo Congiu Mario Pedretti, Oreste Perri   | 1'31"93 | 3'09"89 | Q    |
| 4    | Belgio         | Jos Broeckx, Roger t'Joncke Jean-Marie D'Haese, Paul Stinckens | 1'33"90 | 3'10"70 |      |
| 5    | Jugoslavia     | Zlatomir Šuvački, Ivan Ohmut Miloš Kralj, Dušan Filipović      | 1'33"18 | 3'11"21 |      |

### Finale
| Pos.    | Nazione          | Atleti                                                           | 500 m   | Finale  | Nota |
| ------- | ---------------- | ---------------------------------------------------------------- | ------- | ------- | ---- |
| Oro     | Unione Sovietica | Yuriy Filatov, Yuriy Stetsenko Volodymyr Morozov, Valery Didenko | 1'33"72 | 3'14"02 |      |
| Argento | Romania          | Aurel Vernescu, Mihai Zafiu Roman Vartolomeu, Atanasie Sciotnic  | 1'34"36 | 3'15"07 |      |
| Bronzo  | Norvegia         | Egil Søby, Steinar Amundsen Tore Berger, Jan Johansen            | 1'34"84 | 3'15"27 |      |
| 4       | Italia           | Alberto Ughi, Pierangelo Congiu Mario Pedretti, Oreste Perri     | 1'35"34 | 3'15"60 |      |
| 5       | Germania Ovest   | Rudolf Blaß, Eberhard Fischer Rainer Hennes, Erich Pasch         | 1'36"71 | 3'16"63 |      |
| 6       | Ungheria         | István Szabó, Péter Várhelyi Zoltán Bakó, Csongor Vargha         | 1'34"27 | 3'16"88 |      |
| 7       | Finlandia        | Kari Markkanen, Heikki Mäkelä Ilkka Nummisto, Jorma Lehtosalo    | 1'37"31 | 3'16"92 |      |
| 8       | Svezia           | Lars Andersson, Gunnar Utterberg Per Larsson, Hans Nilsson       | 1'36"48 | 3'17"39 |      |
| 9       | Cecoslovacchia   | Ladislav Souček, Zdeněk Bohutínský Ľubomír Kadnár, Pavel Kvasil  | 1'38"43 | 3'20"22 |      |